# Col de Menté
El Col de Menté es un puerto de montaña que alcanza los 1349 m s. n. m. en los Pirineos, situado en el departamento de Alto Garona, en Francia. Está ubicado en la carretera D44, entre Saint-Béat y la D618 (al final del Col de Portet d'Aspet); y conecta los valles del Gers y el Garona.

## Detalles
Partiendo de Pont de l'Oule (vertiente este, al pie del Col de Portet d'Aspet), la ascensión tiene 10,9 km de longitud. Por esta vertiente, el desnivel es de 716 m, con una pendiente media del 6,6%. La subida propiamente dicha comienza en Boutx, a 7 km de la cima, y sus tramos más inclinados alcanzan el 10,5%.
Comenzando desde Saint-Béat (oeste), la ascensión tiene 9,3 km. Salva un desnivel de 849 m y la pendiente media es del 9,1% (con algunos tramos que superan el 11%).
En la cima hay una carretera que alcanza la estación de esquí de Le Mourtis (1409 m) y regresa al Col de Menté.

## Tour de Francia

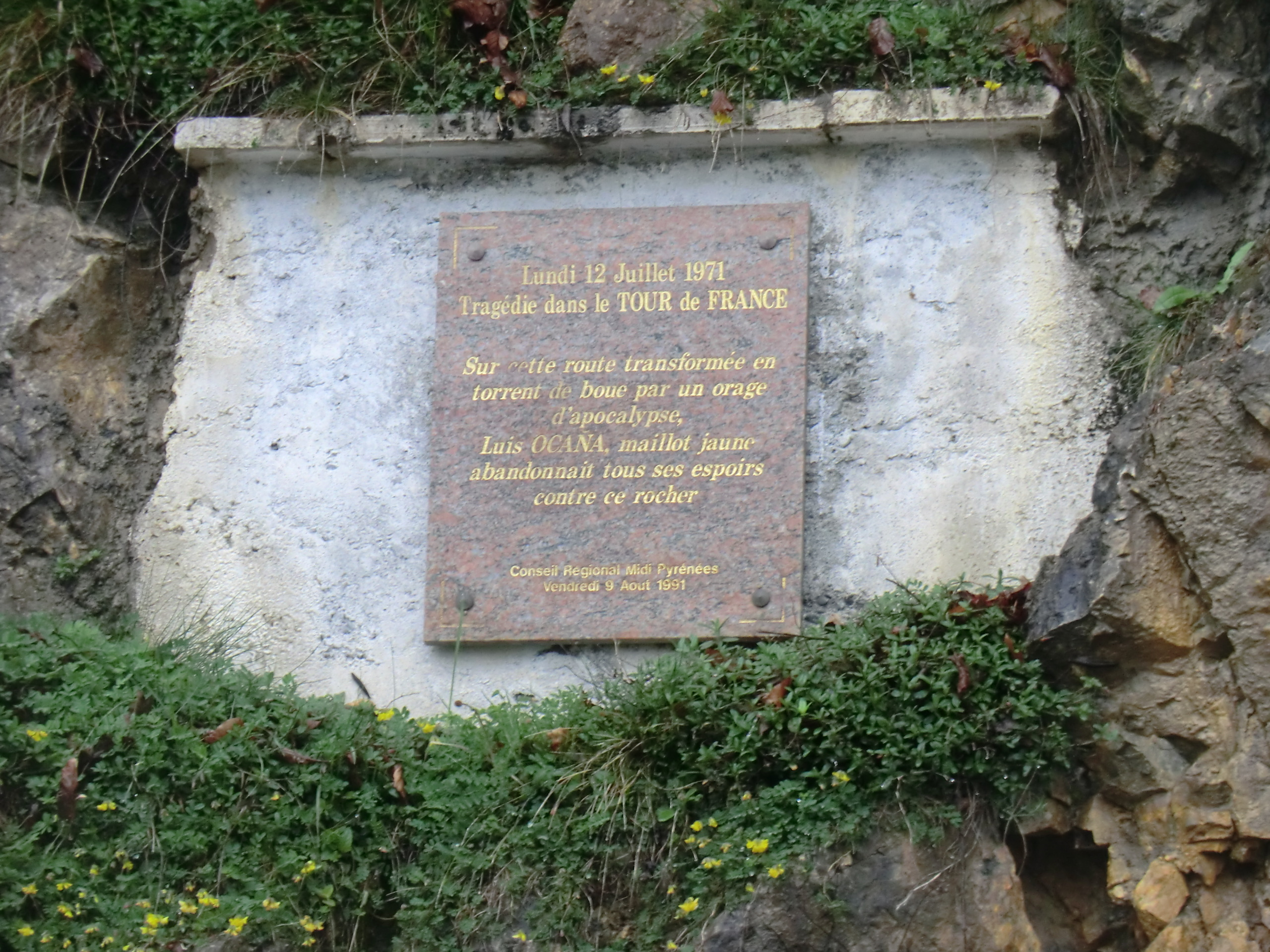
Monumento a Luis Ocaña con la inscripción: «Lunes, 12 de julio de 1971. Tragedia en el Tour de Francia. En esta carretera convertida en un torrente de barro por una tormenta apocalíptica, Luis Ocaña, maillot amarillo, perdió todas sus esperanzas contra esta roca. Consejo Regional de Mediodía-Pirineos, viernes 9 de agosto de 1991.»

El Col de Menté fue subido por primera vez por el Tour de Francia en la edición de 1966, y ha sido visitado después en numerosas ocasiones. El primer corredor que alcanzó su cima fue el español Joaquim Galera. En el Tour de Francia 1971 Luis Ocaña sufrió una grave caída en su descenso cuando vestía el maillot amarillo aventajando en más de siete minutos a su principal rival, Eddy Merckx, lo que le costó su abandono de la carrera.

### Apariciones en el Tour
| Año  | Etapa | Categoría | Salida             | Meta                | Primero en la cima  |
| ---- | ----- | --------- | ------------------ | ------------------- | ------------------- |
| 2024 | 15    | 1         | Loudenvielle       | Plateau de Beille   | Javier Romo         |
| 2017 | 12    | 1         | Pau                | Peyragudes          | Michael Matthews    |
| 2013 | 9     | 1         | Saint-Girons       | Bagnères-de-Bigorre | Tom Danielson       |
| 2012 | 17    | 1         | Bagnères-de-Luchon | Peyragudes          | Thomas Voeckler     |
| 2007 | 15    | 1         | Foix               | Loudenvielle        | Juan Manuel Gárate  |
| 2005 | 15    | 1         | Lézat-sur-Lèze     | Pla d'Adet          | Erik Dekker         |
| 2003 | 14    | 1         | Saint-Girons       | Loudenvielle        | Richard Virenque    |
| 2001 | 13    | 1         | Foix               | Pla d'Adet          | Laurent Jalabert    |
| 1999 | 15    | 1         | Saint-Gaudens      | Piau Engaly         | Alberto Elli        |
| 1998 | 11    | 1         | Bagnères-de-Luchon | Plateau de Beille   | Alberto Elli        |
| 1995 | 15    | 1         | Saint-Girons       | Cauterets           | Richard Virenque    |
| 1988 | 15    | 1         | Saint-Girons       | Luz Ardiden         | Robert Millar       |
| 1979 | 1     | 2         | Fleurance          | Bagnères-de-Luchon  | Bernard Hinault     |
| 1976 | 14    | 2         | Saint-Gaudens      | Saint-Lary-Soulan   | Lucien Van Impe     |
| 1973 | 13    | 2         | Bourg-Madame       | Bagnères-de-Luchon  | José Manuel Fuente  |
| 1971 | 14    | 2         | Revel              | Bagnères-de-Luchon  | José Manuel Fuente  |
| 1970 | 18    | 2         | Saint-Gaudens      | La Mongie           | Guerrino Tosello    |
| 1969 | 16    | 2         | Castelnaudary      | Bagnères-de-Luchon  | Raymond Delisle     |
| 1967 | 16    | 1         | Toulouse           | Bagnères-de-Luchon  | Fernando Manzaneque |
| 1966 | 11    | 2         | Pau                | Bagnères-de-Luchon  | Joaquim Galera      |